# Бузиашвили, Юрий Иосифович
Юрий Иосифович Бузиашвили (род. 5 мая 1954 года, Кутаиси, Грузинская ССР) — российский врач-кардиохирург, академик Российской академии наук (2013).

## Биография
Окончил лечебный факультет 1-го ММИ имени И. М. Сеченова (1977), защитил кандидатскую диссертацию «Некоторые вопросы патогенеза и диагностики функциональной кардиопатии».
С 1977 года работает в НЦССХ имени А. Н. Бакулева, начав там карьеру в качестве клинического ординатора, затем аспиранта. С 1989 года — руководитель лаборатории функциональной диагностики, ныне клинико-диагностического отделения.
В 1990 году защитил докторскую диссертацию «Ишемическая болезнь сердца у больных вазоренальной гипертензией с сочетанными атеросклеротическими поражениями почечных и коронарных артерий: клиника, диагностика и выбор адекватного метода лечения» (официальные оппоненты Г. Г. Арабидзе, Г. В. Кнышов и А. И. Мартынов). В 1993 году присвоено учёное звание профессора.
С 1999 года по настоящее время — заместитель директора по научной работе Института кардиохирургии имени В. И. Бураковского НЦССХ имени А. Н. Бакулева РАМН с сохранением должности заведующего клинико-диагностического отделения.
20 февраля 2004 года избран членом-корреспондентом РАМН, 25 мая 2007 года — академиком РАМН. В сентябре 2013 года стал академиком Российской академии наук (в рамках присоединения РАМН и РАСХН к РАН).
С 2011 по 2013 годы — главный кардиолог Департамента здравоохранения города Москвы.
Дядя кардиолога Симона Мацкеплишвили.

## Научная деятельность
Автор разработанных и внедренных методов оценки взаимосвязи физиологических процессов сокращения и перфузии миокарда с использованием тканевой и контрастной эхокардиографии.
Получил данные о физиологической взаимосвязи коронарного, мозгового и периферического кровообращения при мультифокальном атеросклерозе.
Сформулировал и доказал возможность использования новейших способов защиты головного мозга при операциях на сердце в условиях искусственного кровообращения, занимается изучением физиологических механизмов лазерного воздействия на миокард, являющихся основанием для обоснования и внедрения трансмиокардиальной лазерной реваскуляризации.
Автор более 650 научных трудов, из них 18 монографий, 7 учебников.
Под его руководством защищено 12 докторских и более 50 кандидских диссертации.

## Награды, премии, почётные звания
- Премия Правительства Российской Федерации в области науки и техники (2003) — за разработку и внедрение трансмиокардиальной лазерной реваскуляризации — метода лечения неоперабельных больных[2]
- Премия Правительства Российской Федерации в области науки и техники (2012) — за разработку и внедрение в широкую медицинскую практику современных новых методов диагностики и лечения дисфункции миокарда
- Заслуженный деятель науки Российской Федерации (2006)[3]
- Премия имени А. Н. Бакулева (2001) — за выдающийся вклад в развитие неинвазивной диагностики заболеваний сердца и сосудов
- Почётный член Российской академии художеств
- Почётная грамота Российской академии наук (16 мая 2024) — за многолетний плодотворный труд на благо медицинской науки в области клинической физиологии, современных проблем кардиологии и функциональной диагностики, успешную научно-организационную деятельность, подготовку научных кадров высшей квалификации и в связи с юбилеем